# Alphabetische Liste der Asteroiden/V
| Alphabetische Liste der Asteroiden – V |                          |
| Nummer und Name                        | Gruppe / Typ             |
| (1507) Vaasa                           | Hauptgürtel              |
| (20343) Vaccariello                    | Hauptgürtel              |
| (7600) Vacchi                          | Hauptgürtel              |
| (49698) Váchal                         | Hauptgürtel              |
| (230151) Vachier                       | Hauptgürtel              |
| (8740) Václav                          | Hauptgürtel              |
| (18647) Václavhübner                   | Hauptgürtel              |
| (80179) Václavknoll                    | Hauptgürtel              |
| (33061) Václavmorava                   | Hauptgürtel              |
| (21804) Václavneumann                  | Hauptgürtel              |
| (85516) Vaclík                         | Hauptgürtel              |
| (10872) Vaculík                        | Hauptgürtel              |
| (10263) Vadimsimona                    | Hauptgürtel              |
| (383508) Vadrot                        | Hauptgürtel              |
| (7529) Vagnozzi                        | Hauptgürtel              |
| (68853) Vaimaca                        | Hauptgürtel              |
| (2096) Väinö                           | Hauptgürtel              |
| (22957) Vaintrob                       | Hauptgürtel              |
| (2596) Vainu Bappu                     | Hauptgürtel              |
| (1573) Väisälä                         | Hauptgürtel              |
| (25636) Vaishnav                       | Hauptgürtel              |
| (28184) Vaishnavirao                   | Hauptgürtel              |
| (16892) Vaissière                      | Hauptgürtel              |
| (131) Vala                             | Hauptgürtel              |
| (6937) Valadon                         | Hauptgürtel              |
| (338274) Valančius                     | Hauptgürtel              |
| (839) Valborg                          | Hauptgürtel              |
| (25018) Valbousquet                    | Hauptgürtel              |
| (23115) Valcourt                       | Hauptgürtel              |
| (262) Valda                            | Hauptgürtel              |
| (2793) Valdaj                          | Hauptgürtel              |
| (2741) Valdivia                        | Hauptgürtel              |
| (217257) Valemangano                   | Marsbahnkreuzer          |
| (5941) Valencia                        | Hauptgürtel              |
| (10015) Valenlebedev                   | Hauptgürtel              |
| (8409) Valentaugustus                  | Hauptgürtel              |
| (447) Valentine                        | Hauptgürtel              |
| (611) Valeria                          | Hauptgürtel              |
| (27392) Valerieding                    | Hauptgürtel              |
| (13325) Valérienataf                   | Hauptgürtel              |
| (29800) Valeriesarge                   | Hauptgürtel              |
| (145820) Valeromeo                     | Hauptgürtel              |
| (17402) Valeryshuvalov                 | Hauptgürtel              |
| (610) Valeska                          | Hauptgürtel              |
| (79375) Valetti                        | Hauptgürtel              |
| (18969) Valfriedmann                   | Hauptgürtel              |
| (4537) Valgrirasp                      | Hauptgürtel              |
| (28673) Valholmes                      | Hauptgürtel              |
| (4328) Valina                          | Hauptgürtel              |
| (24601) Valjean                        | Hauptgürtel              |
| (335853) Valléedaoste                  | Hauptgürtel              |
| (225076) Vallemare                     | Hauptgürtel              |
| (10454) Vallenar                       | Hauptgürtel              |
| (15004) Vallerani                      | Hauptgürtel              |
| (27088) Valmez                         | Hauptgürtel              |
| (37623) Valmiera                       | Hauptgürtel              |
| (88961) Valpertile                     | Hauptgürtel              |
| (3725) Valsecchi                       | Hauptgürtel              |
| (9733) Valtikhonov                     | Hauptgürtel              |
| (8145) Valujki                         | Hauptgürtel              |
| (43025) Valusha                        | Hauptgürtel              |
| (3962) Valyaev                         | Hauptgürtel              |
| (9372) Vamlingbo                       | Hauptgürtel              |
| (155215) Vamostibor                    | Hauptgürtel              |
| (3230) Vampilov                        | Hauptgürtel              |
| (240) Vanadis                          | Hauptgürtel              |
| (2019) van Albada                      | Hauptgürtel              |
| (2370) van Altena                      | Hauptgürtel              |
| (152299) Vanautgaerden                 | Hauptgürtel              |
| (6404) Vanavara                        | Hauptgürtel              |
| (25155) van Belle                      | Hauptgürtel              |
| (1781) Van Biesbroeck                  | Hauptgürtel              |
| (41049) Van Citters                    | Hauptgürtel              |
| (129595) Vand                          | Hauptgürtel              |
| (29244) Van Damme                      | Hauptgürtel              |
| (70942) Vandanashiva                   | Hauptgürtel              |
| (2413) van de Hulst                    | Hauptgürtel              |
| (1965) van de Kamp                     | Hauptgürtel              |
| (4230) van den Bergh                   | Hauptgürtel              |
| (10074) Van den Berghe                 | Hauptgürtel              |
| (1663) van den Bos                     | Hauptgürtel              |
| (9749) Van den Eijnde                  | Hauptgürtel              |
| (3091) van den Heuvel                  | Hauptgürtel              |
| (10963) van der Brugge                 | Hauptgürtel              |
| (10966) van der Hucht                  | Hauptgürtel              |
| (12653) van der Klis                   | Hauptgürtel              |
| (10437) van der Kruit                  | Hauptgürtel              |
| (2823) van der Laan                    | Hauptgürtel              |
| (2538) Vanderlinden                    | Hauptgürtel              |
| (9678) van der Meer                    | Hauptgürtel              |
| (10443) van der Pol                    | Hauptgürtel              |
| (14664) Vandervelden                   | Hauptgürtel              |
| (32893) van der Waals                  | Hauptgürtel              |
| (9576) van der Weyden                  | Hauptgürtel              |
| (5916) van der Woude                   | Hauptgürtel              |
| (10753) van de Velde                   | Hauptgürtel              |
| (8205) Van Dijck                       | Hauptgürtel              |
| (10971) van Dishoeck                   | Hauptgürtel              |
| (7059) van Dokkum                      | Hauptgürtel              |
| (26200) Van Doren                      | Hauptgürtel              |
| (10313) Vanessa-Mae                    | Hauptgürtel              |
| (19484) Vanessaspini                   | Hauptgürtel              |
| (9561) van Eyck                        | Hauptgürtel              |
| (52266) Van Flandern                   | Hauptgürtel              |
| (14616) Van Gaal                       | Hauptgürtel              |
| (10794) Vänge                          | Hauptgürtel              |
| (6354) Vangelis                        | Hauptgürtel              |
| (6751) van Genderen                    | Hauptgürtel              |
| (1666) van Gent                        | Hauptgürtel              |
| (4457) van Gogh                        | Hauptgürtel              |
| (13523) Vanhassel                      | Hauptgürtel              |
| (1752) van Herk                        | Hauptgürtel              |
| (12174) van het Reve                   | Hauptgürtel              |
| (40684) Vanhoeck                       | Hauptgürtel              |
| (1673) van Houten                      | Hauptgürtel              |
| (8604) Vanier                          | Hauptgürtel              |
| (10965) van Leverink                   | Hauptgürtel              |
| (9859) Van Lierde                      | Hauptgürtel              |
| (8370) Vanlindt                        | Hauptgürtel              |
| (10651) van Linschoten                 | Hauptgürtel              |
| (10667) van Marxveldt                  | Hauptgürtel              |
| (340071) Vanmunster                    | Hauptgürtel              |
| (26293) Van Muyden                     | Hauptgürtel              |
| (14185) Van Ness                       | Hauptgürtel              |
| (9748) van Ostaijen                    | Hauptgürtel              |
| (3401) Vanphilos                       | Marsbahnkreuzer          |
| (24679) Van Rensbergen                 | Hauptgürtel              |
| (2203) van Rhijn                       | Hauptgürtel              |
| (9239) van Riebeeck                    | Hauptgürtel              |
| (10441) van Rijckevorsel               | Hauptgürtel              |
| (12324) Van Rompaey                    | Hauptgürtel              |
| (18643) van Rysselberghe               | Hauptgürtel              |
| (17980) Vanschaik                      | Hauptgürtel              |
| (10439) van Schooten                   | Hauptgürtel              |
| (19235) van Schurman                   | Hauptgürtel              |
| (157396) Vansevičius                   | Hauptgürtel              |
| (3098) van Sprang                      | Hauptgürtel              |
| (12708) Van Straten                    | Hauptgürtel              |
| (10440) van Swinden                    | Hauptgürtel              |
| (152233) Van Till                      | Hauptgürtel              |
| (17247) Vanverst                       | Hauptgürtel              |
| (8386) Vanvinckenroye                  | Hauptgürtel              |
| (230691) Van Vogt                      | Hauptgürtel              |
| (12170) Vanvollenhoven                 | Hauptgürtel              |
| (22907) van Voorthuijsen               | Hauptgürtel              |
| (10429) van Woerden                    | Hauptgürtel              |
| (4296) van Woerkom                     | Hauptgürtel              |
| (6426) Vanýsek                         | Hauptgürtel              |
| (71539) VanZandt                       | Hauptgürtel              |
| (8320) van Zee                         | Hauptgürtel              |
| (174567) Varda                         | Transneptunisches Objekt |
| (21649) Vardhana                       | Hauptgürtel              |
| (19023) Varela                         | Hauptgürtel              |
| (277816) Varese                        | Hauptgürtel              |
| (29133) Vargas                         | Hauptgürtel              |
| (17466) Vargasllosa                    | Hauptgürtel              |
| (11828) Vargha                         | Hauptgürtel              |
| (29952) Varghese                       | Hauptgürtel              |
| (28479) Varlotta                       | Hauptgürtel              |
| (100029) Varnhagen                     | Hauptgürtel              |
| (53468) Varros                         | Hauptgürtel              |
| (1263) Varsavia                        | Hauptgürtel              |
| (3776) Vartiovuori                     | Hauptgürtel              |
| (27525) Vartovka                       | Hauptgürtel              |
| (20000) Varuna                         | Transneptunisches Objekt |
| (27597) Varuniyer                      | Hauptgürtel              |
| (33602) Varunmandi                     | Hauptgürtel              |
| (29122) Vasadze                        | Hauptgürtel              |
| (5801) Vasarely                        | Hauptgürtel              |
| (216757) Vasari                        | Hauptgürtel              |
| (17163) Vasifedoseev                   | Hauptgürtel              |
| (11816) Vasile                         | Hauptgürtel              |
| (24604) Vasilermakov                   | Hauptgürtel              |
| (3930) Vasilev                         | Hauptgürtel              |
| (2014) Vasilevskis                     | Hauptgürtel              |
| (9184) Vasilij                         | Hauptgürtel              |
| (6547) Vasilkarazin                    | Hauptgürtel              |
| (21652) Vasishtha                      | Hauptgürtel              |
| (16513) Vasks                          | Hauptgürtel              |
| (3586) Vasnetsov                       | Hauptgürtel              |
| (25051) Vass                           | Hauptgürtel              |
| (1312) Vassar                          | Hauptgürtel              |
| (10554) Västerhejde                    | Hauptgürtel              |
| (28636) Vasudevan                      | Hauptgürtel              |
| (332084) Vasyakulbeda                  | Hauptgürtel              |
| (17034) Vasylshev                      | Hauptgürtel              |
| (12312) Väte                           | Hauptgürtel              |
| (416) Vaticana                         | Hauptgürtel              |
| (39529) Vatnajökull                    | Hauptgürtel              |
| (196481) VATT                          | Hauptgürtel              |
| (82896) Vaubaillon                     | Hauptgürtel              |
| (16447) Vauban                         | Hauptgürtel              |
| (10927) Vaucluse                       | Hauptgürtel              |
| (4462) Vaughan                         | Hauptgürtel              |
| (72876) Vauriot                        | Hauptgürtel              |
| (2862) Vavilov                         | Hauptgürtel              |
| (3732) Vávra                           | Hauptgürtel              |
| (7595) Växjö                           | Hauptgürtel              |
| (347028) Važec                         | Hauptgürtel              |
| (21500) Vazquez                        | Hauptgürtel              |
| (27032) Veazey                         | Hauptgürtel              |
| (31665) Veblen                         | Hauptgürtel              |
| (33377) Večerníček                     | Hauptgürtel              |
| (4962) Vecherka                        | Hauptgürtel              |
| (25834) Vechinski                      | Hauptgürtel              |
| (25708) Vedantkumar                    | Hauptgürtel              |
| (7996) Vedernikov                      | Hauptgürtel              |
| (176014) Vedrana                       | Hauptgürtel              |
| (3510) Veeder                          | Hauptgürtel              |
| (390848) Veerle                        | Hauptgürtel              |
| (3030) Vehrenberg                      | Hauptgürtel              |
| (16984) Veillet                        | Hauptgürtel              |
| (4996) Veisberg                        | Hauptgürtel              |
| (28614) Vejvoda                        | Hauptgürtel              |
| (20719) Velasco                        | Hauptgürtel              |
| (155438) Velásquez                     | Hauptgürtel              |
| (38684) Velehrad                       | Hauptgürtel              |
| (21660) Velenia                        | Hauptgürtel              |
| (4338) Velez                           | Hauptgürtel              |
| (17035) Velichko                       | Hauptgürtel              |
| (3601) Velikhov                        | Hauptgürtel              |
| (11480) Velikij Ustyug                 | Hauptgürtel              |
| (3112) Velimir                         | Hauptgürtel              |
| (11475) Velinský                       | Hauptgürtel              |
| (2827) Vellamo                         | Hauptgürtel              |
| (126) Velleda                          | Hauptgürtel              |
| (212374) Vellerat                      | Hauptgürtel              |
| (27320) Vellinga                       | Hauptgürtel              |
| (303710) Velpeau                       | Hauptgürtel              |
| (9492) Veltman                         | Hauptgürtel              |
| (32087) Vemulapalli                    | Hauptgürtel              |
| (13717) Vencill                        | Hauptgürtel              |
| (487) Venetia                          | Hauptgürtel              |
| (9357) Venezuela                       | Hauptgürtel              |
| (2458) Veniakaverin                    | Hauptgürtel              |
| (4740) Veniamina                       | Hauptgürtel              |
| (4366) Venikagan                       | Hauptgürtel              |
| (16214) Venkatachalam                  | Hauptgürtel              |
| (28438) Venkateswaran                  | Hauptgürtel              |
| (16215) Venkatraman                    | Hauptgürtel              |
| (10925) Ventoux                        | Hauptgürtel              |
| (4825) Ventura                         | Hauptgürtel              |
| (16219) Venturelli                     | Hauptgürtel              |
| (499) Venusia                          | Hauptgürtel              |
| (7555) Venvolkov                       | Hauptgürtel              |
| (350509) Vepřoknedlozelo               | Hauptgürtel              |
| (245) Vera                             | Hauptgürtel              |
| (10875) Veracini                       | Hauptgürtel              |
| (26857) Veracruz                       | Hauptgürtel              |
| (4214) Veralynn                        | Hauptgürtel              |
| (4683) Veratar                         | Hauptgürtel              |
| (2265) Verbaandert                     | Hauptgürtel              |
| (3883) Verbano                         | Hauptgürtel              |
| (170879) Verbeeckje                    | Hauptgürtel              |
| (2545) Verbiest                        | Hauptgürtel              |
| (9726) Verbiscer                       | Hauptgürtel              |
| (7451) Verbitskaya                     | Hauptgürtel              |
| (52963) Vercingetorix                  | Hauptgürtel              |
| (38671) Verdaguer                      | Hauptgürtel              |
| (25625) Verdenet                       | Hauptgürtel              |
| (3975) Verdi                           | Hauptgürtel              |
| (12288) Verdun                         | Hauptgürtel              |
| (3551) Verenia                         | Amor-Typ                 |
| (3410) Vereshchagin                    | Hauptgürtel              |
| (5659) Vergara                         | Hauptgürtel              |
| (2798) Vergilius                       | Hauptgürtel              |
| (12697) Verhaeren                      | Hauptgürtel              |
| (84225) Verish                         | Hauptgürtel              |
| (490) Veritas                          | Hauptgürtel              |
| (155116) Verkhivnya                    | Hauptgürtel              |
| (9155) Verkhodanov                     | Hauptgürtel              |
| (18287) Verkin                         | Hauptgürtel              |
| (28366) Verkuil                        | Hauptgürtel              |
| (6871) Verlaine                        | Hauptgürtel              |
| (20798) Verlinden                      | Hauptgürtel              |
| (31886) Verlisak                       | Hauptgürtel              |
| (31437) Verma                          | Hauptgürtel              |
| (13045) Vermandere                     | Hauptgürtel              |
| (4928) Vermeer                         | Hauptgürtel              |
| (7974) Vermeesch                       | Hauptgürtel              |
| (11846) Verminnen                      | Hauptgürtel              |
| (2809) Vernadskij                      | Hauptgürtel              |
| (20607) Vernazza                       | Hauptgürtel              |
| (5231) Verne                           | Hauptgürtel              |
| (6518) Vernon                          | Hauptgürtel              |
| (5317) Verolacqua                      | Hauptgürtel              |
| (4335) Verona                          | Hauptgürtel              |
| (24028) Veronicaduys                   | Hauptgürtel              |
| (612) Veronika                         | Hauptgürtel              |
| (6105) Verrocchio                      | Hauptgürtel              |
| (6268) Versailles                      | Hauptgürtel              |
| (12630) Verstappen                     | Hauptgürtel              |
| (3669) Vertinskij                      | Hauptgürtel              |
| (4206) Verulamium                      | Hauptgürtel              |
| (20465) Vervack                        | Hauptgürtel              |
| (3974) Verveer                         | Hauptgürtel              |
| (10992) Veryuslaviya                   | Hauptgürtel              |
| (2642) Vésale                          | Hauptgürtel              |
| (2599) Veselí                          | Hauptgürtel              |
| (7457) Veselov                         | Hauptgürtel              |
| (27344) Vesevlada                      | Hauptgürtel              |
| (8719) Vesmír                          | Hauptgürtel              |
| (7224) Vesnina                         | Hauptgürtel              |
| (6062) Vespa                           | Hauptgürtel              |
| (31319) Vespucci                       | Hauptgürtel              |
| (4) Vesta                              | Hauptgürtel              |
| (13897) Vesuvius                       | Hauptgürtel              |
| (13479) Vet                            | Hauptgürtel              |
| (2011) Veteraniya                      | Hauptgürtel              |
| (4800) Veveri                          | Hauptgürtel              |
| (2710) Veverka                         | Hauptgürtel              |
| (15382) Vian                           | Hauptgürtel              |
| (2414) Vibeke                          | Hauptgürtel              |
| (3269) Vibert-Douglas                  | Hauptgürtel              |
| (25290) Vibhuti                        | Hauptgürtel              |
| (144) Vibilia                          | Hauptgürtel              |
| (13607) Vicars                         | Hauptgürtel              |
| (78071) Vicent                         | Hauptgürtel              |
| (1097) Vicia                           | Hauptgürtel              |
| (37601) Vicjen                         | Hauptgürtel              |
| (7237) Vickyhamilton                   | Hauptgürtel              |
| (183114) Vicques                       | Hauptgürtel              |
| (202740) Vicsympho                     | Hauptgürtel              |
| (34280) Victoradler                    | Hauptgürtel              |
| (9550) Victorblanco                    | Hauptgürtel              |
| (5634) Victorborge                     | Hauptgürtel              |
| (24450) Victorchang                    | Hauptgürtel              |
| (361530) Victorfranzhess               | Hauptgürtel              |
| (12) Victoria                          | Hauptgürtel              |
| (255073) Victoriabond                  | Hauptgürtel              |
| (110294) Victoriaharbour               | Hauptgürtel              |
| (19234) Victoriahibbs                  | Hauptgürtel              |
| (11725) Victoriahsu                    | Hauptgürtel              |
| (2644) Victor Jara                     | Hauptgürtel              |
| (21453) Victorlevine                   | Hauptgürtel              |
| (7267) Victormeen                      | Marsbahnkreuzer          |
| (28683) Victorostrik                   | Hauptgürtel              |
| (3237) Victorplatt                     | Hauptgürtel              |
| (121716) Victorsank                    | Hauptgürtel              |
| (21622) Victorshia                     | Hauptgürtel              |
| (9728) Videen                          | Hauptgürtel              |
| (5165) Videnom                         | Hauptgürtel              |
| (22617) Vidphananu                     | Hauptgürtel              |
| (214911) Viehboeck                     | Hauptgürtel              |
| (2814) Vieira                          | Hauptgürtel              |
| (397) Vienna                           | Hauptgürtel              |
| (233967) Vierkant                      | Hauptgürtel              |
| (31823) Viète                          | Hauptgürtel              |
| (6966) Vietoris                        | Hauptgürtel              |
| (40007) Vieuxtemps                     | Hauptgürtel              |
| (1053) Vigdis                          | Hauptgürtel              |
| (6151) Viget                           | Hauptgürtel              |
| (17278) Viggh                          | Hauptgürtel              |
| (127870) Vigo                          | Hauptgürtel              |
| (1478) Vihuri                          | Hauptgürtel              |
| (2258) Viipuri                         | Hauptgürtel              |
| (23281) Vijayjain                      | Hauptgürtel              |
| (5220) Vika                            | Hauptgürtel              |
| (19082) Vikchernov                     | Hauptgürtel              |
| (5252) Vikrymov                        | Hauptgürtel              |
| (7856) Viktorbykov                     | Hauptgürtel              |
| (11736) Viktorfischl                   | Hauptgürtel              |
| (17176) Viktorov                       | Hauptgürtel              |
| (46539) Viktortikhonov                 | Hauptgürtel              |
| (32226) Vikulgupta                     | Hauptgürtel              |
| (23410) Vikuznetsov                    | Hauptgürtel              |
| (256369) Vilain                        | Hauptgürtel              |
| (26295) Vilardi                        | Hauptgürtel              |
| (3507) Vilas                           | Hauptgürtel              |
| (18731) Vil’bakirov                    | Hauptgürtel              |
| (4514) Vilen                           | Hauptgürtel              |
| (14833) Vilenius                       | Hauptgürtel              |
| (98127) Vilgusová                      | Hauptgürtel              |
| (2803) Vilho                           | Hauptgürtel              |
| (2553) Viljev                          | Hauptgürtel              |
| (7244) Villa-Lobos                     | Hauptgürtel              |
| (16696) Villamayor                     | Hauptgürtel              |
| (9724) Villanueva                      | Hauptgürtel              |
| (22840) Villarreal                     | Hauptgürtel              |
| (85559) Villecroze                     | Hauptgürtel              |
| (18636) Villedepompey                  | Hauptgürtel              |
| (7651) Villeneuve                      | Hauptgürtel              |
| (1310) Villigera                       | Marsbahnkreuzer          |
| (10140) Villon                         | Hauptgürtel              |
| (266081) Villyket                      | Hauptgürtel              |
| (3072) Vilnius                         | Hauptgürtel              |
| (2890) Vilyujsk                        | Hauptgürtel              |
| (2347) Vinata                          | Hauptgürtel              |
| (21644) Vinay                          | Hauptgürtel              |
| (70782) Vinceelliott                   | Hauptgürtel              |
| (510045) Vincematteo                   | Hauptgürtel              |
| (366) Vincentina                       | Hauptgürtel              |
| (9299) Vinceteri                       | Hauptgürtel              |
| (154991) Vinciguerra                   | Amor-Typ                 |
| (231) Vindobona                        | Hauptgürtel              |
| (17935) Vinhoward                      | Hauptgürtel              |
| (759) Vinifera                         | Hauptgürtel              |
| (24104) Vinissac                       | Hauptgürtel              |
| (18924) Vinjamoori                     | Hauptgürtel              |
| (113214) Vinkó                         | Hauptgürtel              |
| (1544) Vinterhansenia                  | Hauptgürtel              |
| (1076) Viola                           | Hauptgürtel              |
| (7922) Violalaurenti                   | Hauptgürtel              |
| (30049) Violamocz                      | Hauptgürtel              |
| (3559) Violaumayer                     | Hauptgürtel              |
| (27004) Violetaparra                   | Hauptgürtel              |
| (557) Violetta                         | Hauptgürtel              |
| (9421) Violilla                        | Hauptgürtel              |
| (13251) Viot                           | Hauptgürtel              |
| (7464) Vipera                          | Hauptgürtel              |
| (2738) Viracocha                       | Hauptgürtel              |
| (13084) Virchow                        | Hauptgürtel              |
| (26935) Vireday                        | Hauptgürtel              |
| (14186) Virgiliofos                    | Hauptgürtel              |
| (6862) Virgiliomarcon                  | Hauptgürtel              |
| (11569) Virgilsmith                    | Hauptgürtel              |
| (50) Virginia                          | Hauptgürtel              |
| (19173) Virginiaterése                 | Hauptgürtel              |
| (5369) Virgiugum                       | Hauptgürtel              |
| (8774) Viridis                         | Hauptgürtel              |
| (30129) Virmani                        | Hauptgürtel              |
| (1449) Virtanen                        | Hauptgürtel              |
| (1887) Virton                          | Hauptgürtel              |
| (494) Virtus                           | Hauptgürtel              |
| (6102) Visby                           | Hauptgürtel              |
| (13500) Viscardy                       | Hauptgürtel              |
| (9610) Vischer                         | Hauptgürtel              |
| (6183) Viscome                         | Marsbahnkreuzer          |
| (36033) Viseggi                        | Hauptgürtel              |
| (438829) Visena                        | Hauptgürtel              |
| (4919) Vishnevskaya                    | Hauptgürtel              |
| (4034) Vishnu                          | Apollo-Typ               |
| (8068) Vishnureddy                     | Hauptgürtel              |
| (30061) Vishnushankar                  | Hauptgürtel              |
| (4538) Vishyanand                      | Hauptgürtel              |
| (9244) Višnjan                         | Hauptgürtel              |
| (16689) Vistula                        | Hauptgürtel              |
| (17932) Viswanathan                    | Hauptgürtel              |
| (33814) Viswesh                        | Hauptgürtel              |
| (5368) Vitagliano                      | Hauptgürtel              |
| (13492) Vitalijzakharov                | Hauptgürtel              |
| (400673) Vitapolunina                  | Hauptgürtel              |
| (16112) Vitaris                        | Hauptgürtel              |
| (264061) Vitebsk                       | Hauptgürtel              |
| (30253) Vítek                          | Hauptgürtel              |
| (8132) Vitginzburg                     | Hauptgürtel              |
| (1030) Vitja                           | Hauptgürtel              |
| (20044) Vitoux                         | Hauptgürtel              |
| (2235) Vittore                         | Hauptgürtel              |
| (12814) Vittorio                       | Hauptgürtel              |
| (5326) Vittoriosacco                   | Hauptgürtel              |
| (398045) Vitudurum                     | Hauptgürtel              |
| (15732) Vitusbering                    | Hauptgürtel              |
| (17356) Vityazev                       | Hauptgürtel              |
| (2558) Viv                             | Hauptgürtel              |
| (4330) Vivaldi                         | Hauptgürtel              |
| (19420) Vivekbuch                      | Hauptgürtel              |
| (11363) Vives                          | Hauptgürtel              |
| (1623) Vivian                          | Hauptgürtel              |
| (27748) Vivianhoette                   | Hauptgürtel              |
| (24318) Vivianlee                      | Hauptgürtel              |
| (32086) Viviannetu                     | Hauptgürtel              |
| (25824) Viviantsang                    | Hauptgürtel              |
| (22192) Vivienreuter                   | Hauptgürtel              |
| (3260) Vizbor                          | Hauptgürtel              |
| (418891) Vizi                          | Hauptgürtel              |
| (19504) Vladalekseev                   | Hauptgürtel              |
| (10031) Vladarnolda                    | Hauptgürtel              |
| (22254) Vladbarmin                     | Hauptgürtel              |
| (6774) Vladheinrich                    | Hauptgürtel              |
| (10459) Vladichaika                    | Hauptgürtel              |
| (10023) Vladifedorov                   | Hauptgürtel              |
| (1724) Vladimir                        | Hauptgürtel              |
| (10728) Vladimirfock                   | Hauptgürtel              |
| (10324) Vladimirov                     | Hauptgürtel              |
| (3591) Vladimirskij                    | Hauptgürtel              |
| (10266) Vladishukhov                   | Hauptgürtel              |
| (2967) Vladisvyat                      | Hauptgürtel              |
| (18285) Vladplatonov                   | Hauptgürtel              |
| (4144) Vladvasil'ev                    | Hauptgürtel              |
| (2374) Vladvysotskij                   | Hauptgürtel              |
| (7153) Vladzakharov                    | Hauptgürtel              |
| (2123) Vltava                          | Hauptgürtel              |
| (216910) Vnukov                        | Hauptgürtel              |
| (10649) VOC                            | Hauptgürtel              |
| (44885) Vodička                        | Hauptgürtel              |
| (4851) Vodop’yanova                    | Hauptgürtel              |
| (62071) Voegtli                        | Hauptgürtel              |
| (11762) Vogel                          | Hauptgürtel              |
| (170023) Vogeley                       | Hauptgürtel              |
| (10952) Vogelsberg                     | Hauptgürtel              |
| (9910) Vogelweide                      | Hauptgürtel              |
| (1439) Vogtia                          | Hauptgürtel              |
| (5616) Vogtland                        | Hauptgürtel              |
| (4378) Voigt                           | Hauptgürtel              |
| (4475) Voitkevich                      | Hauptgürtel              |
| (333508) Voiture                       | Hauptgürtel              |
| (5397) Vojislava                       | Hauptgürtel              |
| (6161) Vojno-Yasenetsky                | Hauptgürtel              |
| (5425) Vojtěch                         | Hauptgürtel              |
| (7631) Vokrouhlický                    | Hauptgürtel              |
| (14077) Volfango                       | Hauptgürtel              |
| (1149) Volga                           | Hauptgürtel              |
| (2360) Volgo-Don                       | Hauptgürtel              |
| (6189) Völk                            | Hauptgürtel              |
| (379155) Volkerheinrich                | Hauptgürtel              |
| (3703) Volkonskaya                     | Hauptgürtel              |
| (1790) Volkov                          | Hauptgürtel              |
| (11056) Volland                        | Hauptgürtel              |
| (5163) Vollmayr-Lee                    | Hauptgürtel              |
| (469748) Volnay                        | Hauptgürtel              |
| (1380) Volodia                         | Hauptgürtel              |
| (6684) Volodshevchenko                 | Hauptgürtel              |
| (7633) Volodymyr                       | Hauptgürtel              |
| (4921) Volonté                         | Hauptgürtel              |
| (13009) Voloshchuk                     | Hauptgürtel              |
| (2009) Voloshina                       | Hauptgürtel              |
| (16701) Volpe                          | Hauptgürtel              |
| (8208) Volta                           | Hauptgürtel              |
| (5676) Voltaire                        | Hauptgürtel              |
| (14072) Volterra                       | Hauptgürtel              |
| (100028) von Canstein                  | Hauptgürtel              |
| (2992) Vondel                          | Hauptgürtel              |
| (17963) Vonderheydt                    | Hauptgürtel              |
| (17251) Vondracek                      | Hauptgürtel              |
| (35356) Vondrák                        | Hauptgürtel              |
| (180367) VonFeldt                      | Hauptgürtel              |
| (27764) von Flüe                       | Hauptgürtel              |
| (85195) von Helfta                     | Hauptgürtel              |
| (58215) von Klitzing                   | Hauptgürtel              |
| (73700) von Kues                       | Hauptgürtel              |
| (10762) von Laue                       | Hauptgürtel              |
| (69286) von Liebig                     | Hauptgürtel              |
| (2350) von Lüde                        | Hauptgürtel              |
| (9816) von Matt                        | Hauptgürtel              |
| (25399) Vonnegut                       | Hauptgürtel              |
| (22824) von Neumann                    | Hauptgürtel              |
| (266725) Vonputtkamer                  | Hauptgürtel              |
| (17253) VonSecker                      | Hauptgürtel              |
| (30850) Vonsiemens                     | Hauptgürtel              |
| (22788) von Steuben                    | Hauptgürtel              |
| (12799) von Suttner                    | Hauptgürtel              |
| (35087) von Sydow                      | Hauptgürtel              |
| (48529) von Wrangel                    | Hauptgürtel              |
| (23265) von Wurden                     | Hauptgürtel              |
| (8870) von Zeipel                      | Hauptgürtel              |
| (19822) Vonzielonka                    | Hauptgürtel              |
| (6332) Vorarlberg                      | Hauptgürtel              |
| (175208) Vorbourg                      | Hauptgürtel              |
| (118172) Vorgebirge                    | Hauptgürtel              |
| (4858) Vorobjov                        | Hauptgürtel              |
| (4519) Voronezh                        | Hauptgürtel              |
| (3971) Voronikhin                      | Hauptgürtel              |
| (12191) Vorontsova                     | Hauptgürtel              |
| (2916) Voronveliya                     | Hauptgürtel              |
| (172593) Vorosmarty                    | Hauptgürtel              |
| (10049) Vorovich                       | Hauptgürtel              |
| (31628) Vorperian                      | Hauptgürtel              |
| (10956) Vosges                         | Hauptgürtel              |
| (2418) Voskovec-Werich                 | Hauptgürtel              |
| (32766) Voskresenskoe                  | Hauptgürtel              |
| (16749) Vospini                        | Hauptgürtel              |
| (23473) Voss                           | Hauptgürtel              |
| (210174) Vossenkuhl                    | Hauptgürtel              |
| (25615) Votroubek                      | Hauptgürtel              |
| (259905) Vougeot                       | Hauptgürtel              |
| (19306) Voves                          | Hauptgürtel              |
| (61400) Voxandreae                     | Hauptgürtel              |
| (9006) Voytkevych                      | Hauptgürtel              |
| (3723) Voznesenskij                    | Hauptgürtel              |
| (274333) Voznyukigor                   | Hauptgürtel              |
| (6379) Vrba                            | Hauptgürtel              |
| (10256) Vredevoogd                     | Hauptgürtel              |
| (33396) Vrindamadan                    | Hauptgürtel              |
| (20604) Vrishikpatil                   | Hauptgürtel              |
| (2721) Vsekhsvyatskij                  | Hauptgürtel              |
| (27079) Vsetín                         | Hauptgürtel              |
| (8475) Vsevoivanov                     | Hauptgürtel              |
| (17170) Vsevustinov                    | Hauptgürtel              |
| (4464) Vulcano                         | Hauptgürtel              |
| (4611) Vulkaneifel                     | Hauptgürtel              |
| (162001) Vulpius                       | Hauptgürtel              |
| (635) Vundtia                          | Hauptgürtel              |
| (21290) Vydra                          | Hauptgürtel              |
| (2953) Vysheslavia                     | Hauptgürtel              |
| (6536) Vysochinska                     | Hauptgürtel              |
| (121089) Vyšší Brod                    | Hauptgürtel              |
| (1600) Vyssotsky                       | Hauptgürtel              |
| (321324) Vytautas                      | Hauptgürtel              |
| (13474) V’yus                          | Hauptgürtel              |